# Трудоспособность
Трудоспособность — социально-правовая категория, отражающая способность человека выполнять работу определённого объёма и качества.

## Описание
Трудоспособность или способность к труду зависит от состояния здоровья человека, его профессиональных знаний, умения и опыта. Трудоспособность может снижаться с возрастом в результате старения организма, утрачиваться временно в случае заболевания, утрачиваться постоянно (полностью или частично) в результате бытовой или производственной травмы, хронического заболевания или отравления.
Понятие трудоспособность тесно связано с понятием работоспособность, однако отождествлять их не следует. Так, работоспособностью называют совокупность физических и духовных способностей человеческого организма, позволяющих ему работать. Трудоспособность же зависит как от работоспособности, так и от производственных условий.
Различают следующие виды трудоспособности, зависящие от характера работы человека:
- Общая трудоспособность — способность выполнять всякую работу в обычных условиях;
- Профессиональная трудоспособность — способность работать по определённой профессии, должности, в определённых условиях;
- Специальная трудоспособность — способность работать в специальных производственных и климатических условиях (например, под землёй, в горах, на Крайнем Севере).

Наличие общей трудоспособности предполагается у всех лиц трудоспособного возраста. Профессиональная и специальная трудоспособность определяется на основе медицинского осмотра.
В зависимости от того, какой объём работы и в каких производственных условиях может выполнять работник, трудоспособность подразделяется следующим образом:
- Полная трудоспособность — способность выполнять все трудовые функции, соответствующие профессии или должности работника, в нормальных условиях труда.
- Неполная (частичная) трудоспособность — способность выполнять только часть трудовых функций, либо все трудовые функции, но лишь в облегчённых условиях труда (например, при неполном рабочем дне), либо по менее квалифицированной профессии. Обычно переход от полной трудоспособности к частичной связан с перенесённым увечьем или заболеванием.
- Нетрудоспособность — неспособность выполнять все трудовые функции (утрата трудоспособности). Может быть временной или постоянной.
- Инвалидность.

Факт потери человеком трудоспособности, её продолжительность и степень (в процентах) определяется медицинской экспертизой.